# Nowosielskoje (rejon burliński)
Nowosielskoje (ros. Новосельское) – wieś (sieło) w Rosji, w Kraju Ałtajskim, w rejonie burlińskim. W 2021 liczyła 493 mieszkańców.